# 原将明
原 将明（はら まさあき、1986年10月28日 - ）は、日本の舞台俳優。現在フリー。

## 人物
- 元劇団スーパー・エキセントリック・シアター（通称SET）映放部所属。
- 本名は原将明。
- 神奈川県出身。身長163cm・血液型A型。
- 好きな動物は猫。
- 特技は薄っぺらいトーク、趣味は睡眠。[1]
- 渡部紘士と共に、コントユニットTOMHOUSEを結成している。

## 出演

### 舞台
- スーパーエキセントリックシアター 研究生卒業公演『TIME』
- ミュージカル・テニスの王子様 - 堀尾聡史 役
  - Advancement Match 六角 feat. 氷帝学園
  - Absolute King 立海 feat.六角 First Service
  - Absolute King 立海 feat.六角 Second Service
  - Dream Live 4th
  - Dream Live 4th Extra
  - Progressive Match 比嘉 feat.立海
  - Dream Live 5th
- *pnish*プロデュース vol.3『リバースヒストリカ』（2008年） - 幸田 / 森蘭丸 役
- R-1ぐらんぷり
  - 2009年1月11日、TEPCOホール - 第一予選（ネズミ王国電話ネタ）
  - 2009年1月18日、TEPCOホール - 第二予選（ネズミ王国不動産ネタ）
- トムハウス第1回コントライブ『TOM PARTY』（2011年1月15日・16日）
- bond再（2011年3月11日 - 14日） ※東北地方太平洋沖地震により、中止・公演方法を変更しての開催
- 松田美由紀さんはとてもいいひとだ（2011年4月2日 - 4日）
- 円盤ライダー『SHERWOOD!!〜シャーウッド〜』（2011年6月24日 - 7月10日）
- TAKA-BAN produce.1「〜if〜(ある不思議な運命の物語)」（2011年11月2日 - 6日、千本桜ホール）
- チャーミーゴリラvol.1「ハイスクール ハイコー!!」（2011年11月25日 - 27日、下北沢小劇場 楽園）
- チャーミーゴリラ Vol.2「Three Street」（2012年4月11日 - 15日、シアター711）
- チャーミーゴリラ Vol.3「コングラッチュ ユー」（2012年8月7日 - 19日、小劇場 楽園）

### テレビ
- シルシルミシル（2008年10月15日、テレビ朝日）
- サカスさん（2009年3月30日 - 8月31日、TBSテレビ） - 火曜日コーナー「明日つぶやきたい世界一せまいランキング」不定期出演
- イケメンデルの法則（2009年5月28日・10月8日、関西テレビ）
- あらびき団（2009年9月2日、TBSテレビ）
- 炎のキッチンLIFE2（2010年1月24日、BS11）

### テレビドラマ
- 秘書のカガミ 第8話 （2008年5月31日、テレビ東京） - 都筑昭二 役
- ウォーキン☆バタフライ （2008年7月 - 9月、テレビ東京） - 鉢谷権造 役

### 人形劇
- 西遊記外伝 モンキーパーマ（2014年、tvk、テレ玉、チバテレ、群テレ、とちテレ、MTV、KBS京都、サンテレビ、OHK、ひかりTV）-  ヒノキオ 役

### 映画
- 三代川Pre-school「ビリーザキッドの最後の弾丸」（2011年3月25日-27日、原宿キネアティックにて単館上映）

### WEB
- アネキとボクのヘルシークッキング!（2009年3月）
- 革命ステーション5＋25（たけし）

### PV
- 及川光博「GO AHEAD」